# 崔屹
崔屹 (1976年—)是一位在纳米技术、能源与环境领域有杰出贡献的美籍华人材料科学家。他目前在斯坦福大学材料科学与工程系任职Fortinet Founders教授, 并兼任化学系教授。自2020年起, 崔屹接任Arun Majumdar和Sally Benson成为Precourt能源研究所所长。2023年, 他荣任斯坦福Doerr可持续发展学院可持续加速器的首任院长。
此外, 他同时领导湾区光伏联盟、Battery500联盟和StorageX倡议，並在斯坦福光子科学SLAC、斯坦福材料与能源科学研究所、及斯坦福Woods环境研究所担任资深研究员。
崔屹於2022年當选美国国家科学院院士, 2023年當选欧洲工程院院士，同时是美国科学促进会、材料研究学会、电化学学会和英国皇家化学学会的会士。
他的研究成果备受全球学术界认可, 长期位列Clarivate Analytics公布的全球被引用次数最多的研究者和Thomson Reuters评选的最具影响力科学思想家之列。他已发表超过560篇学术论文, H指数高达262。目前, 崔屹担任ACS出版社《Nano Letters》杂志的执行编辑。

## 生平
崔屹生於中國廣西來賓，1998 年獲得 中国科学技术大学化學學士學位。隨後赴美深造，就讀於 哈佛大學，師從 Charles M. Lieber 教授，並於 2002 年獲得 物理化學博士學位。在哈佛期間，他率先在矽奈米線技術領域研製出 高靈敏度奈米尺度傳感器和設備，為該領域奠定了基礎。
之后前往加州大学伯克利分校, 作为Miller博士后研究员与A. Paul Alivisatos教授合作, 研究胶体纳米结构的电子特性和自组装过程。
2005年，崔屹加入 史丹佛大學材料科學與工程系，擔任助理教授，開始能源與環境領域 相關研究。2010年，他獲得終身教職，並於2016年晉升為教授

## 研究领域
受到朱棣文在劳伦斯伯克利国家实验室发起的清洁能源重大计划及其在能源与气候变化方面的倡导, 崔屹决定将他在斯坦福的研究方向转向清洁能源与可持续发展。2008年, 他的团队报导了使用硅纳米线的“高性能锂电池负极”, 引起全球对纳米技术及纳米材料在能源存储中应用的浓厚兴趣。多年来, 他在高能量密度电池材料设计、大规模储能以及电池安全性方面做出了巨大贡献。他的研究团队还涉猎了诸多研究领域, 如太阳能电池、二维材料、电催化、纺织工程、水技术、空气过滤、土壤净化和生物-纳米界面。崔屹是包括《自然 | 通讯》、《纳米快报》、《ACS Central Science》、《自然 | 能源》和《今日纳米》在内的几个纳米技术期刊中被引用次数最多的作者。
2016年, 崔屹从结构生物学中获得灵感, 首次使用冷冻电子显微镜 (cryo-EM)以原子级分辨率成像电池。这种高分辨率成像揭示了锂枝晶的本质, 并提供了固体电解质界面纳米结构的机制。目前, 他的研究团队正在使用cryo-EM探究金属有机框架、钙钛矿和其他纳米材料的原子和分子细节。
在最近的新冠流行期间, 崔屹与朱棣文组建团队研究在不同消毒处理后呼吸器和口罩的再利用。他的团队展示了热处理 (75˚C, 30分钟或85˚C, 20分钟)可以去除口罩布料上的SARS-CoV-2和其他RNA病毒, 而不影响其过滤效率。
崔屹与斯坦福大学的多位教授建立了密切的合作关系, 包括朱棣文, 鲍哲南, Robert Huggins, William Nix, 范汕洄, 趙華, 崔便晓, Harold Y. Hwang, Craig Criddle, Alexandria Boehm, Mark Brongersma, 沈志勋, 张首晟, Michael Toney, 和戴宏杰, 以及麻省理工学院的陈刚。
他已创立了数家公司来实现技术转化, 其中包括Amprius Inc (已于纽易所上市：AMPX)、4C Air Inc、EEnovate Technology Inc、EnerVenue Inc。

## 荣誉
- 入选欧洲工程院院士 (2023)
- 纳米研究奖, 清华大学出版社与斯普林格自然出版集团 (2023)
- Gabor A. and Judith K. Somorjai访问教授奖, 加州大学伯克利分校米勒学院 (2022)
- 入选美国国家科学院院士 (2022)
- 全球能源奖, 全球能源协会 (2021)
- Ernest Orlando Lawrence奖, 美国能源部 (2021)
- 工程与技术类别十大突破, the Falling Walls (2020)
- 当选美国科学促进会会士 (2020)
- 材料研究学会MRS奖 (2020)
- 电化学学会电池分会技术奖 (2019)
- 国际汽车锂电池协会研究奖 (2019)
- Dan Maydan纳米科学奖 (2019)
- 《Nano Today》奖 (2019)
- 当选电化学学会会士 (2018)
- Blavatnik国家物理科学与工程奖 (2017)
- 入选Blavatnik国家奖决赛 (2016)
- 被《科学美国人》评选为改变世界的十大理念 (冷却纺织品) (2016)
- 当选材料研究学会会士 (2016)
- MRS Kavli纳米科学杰出讲座 (2015)
- 入选英国皇家化学学会会士 (2015)
- 《Small》青年创新奖 (2015)
- Resonate可持续发展奖 (2015)
- 无机化学前沿青年科学家奖 (2015)
- 剑桥大学Schlumberger首席化学讲座 (2015)
- 被《科学美国人》评选为改变世界的十大理念 (利用低品位废热的电池) (2014)
- Bau家族无机化学奖 (2014)
- 首届《Nano Energy》奖 (2014)
- 入选Blavatnik国家奖决赛 (2014)
- 国际纯粹与应用化学联合会 (IUPAC)杰出新材料及合成奖 (2013)
- 德国Duisburg-Essen大学科学家驻留邀请 (2013)
- 国立清华大学Next Power访问主席教授 (2013)
- 哈佛大学E. Bright Wilson奖 (2011)
- 斯坦福大学大卫·费罗与杨致远学者 (2010-2014)
- 被《科学美国人》评选为改变世界的十大理念 (水消毒纳滤器) (2010)
- 斯隆研究奖学金, Alfred P. Sloan Foundation基金会 (2010)
- 全球能源与气候能源项目杰出讲座 (2009)

- KAUST研究员奖 (2008)
- 海军研究办公室青年研究员奖 (2008)
- Mohr Davidow Ventures创新者奖 (2008)
- 斯坦福大学Terman奖学金 (2005)
- 《Technology Review》评选的百强青年创新者奖 (2004)
- Miller研究所Miller研究奖学金 (2003)
- Foresight研究所纳米技术杰出研究生奖 (2002)
- 材料研究学会研究生金奖 (2001)